# 20 Ophiuchi
Désignations
20 Ophiuchi (en abrégé 20 Oph) est une étoile binaire de la constellation équatoriale d'Ophiuchus, qui apparaît être à l'est de Zeta Ophiuchi. Elle est visible à l'œil nu avec une magnitude apparente combinée de 4,64. D'après la mesure de sa parallaxe annuelle par le satellite Hipparcos, le système est situé à approximativement ∼ 104 a.l. (∼ 31,9 pc) de la Terre. Il se rapproche du Système solaire à une vitesse radiale de −2 km/s.
20 Ophiuchi est une binaire astrométrique. Sa composante visible est classée comme une étoile sous-géante jaune-blanc de type spectral F6IV, soit comme une étoile jaune-blanc de la séquence principale ordinaire de type spectral F7V. Elle est 1,7 fois plus massive que le Soleil et elle est âgée autour de deux milliards d'années. Le compagnon perturbe le mouvement propre de l'étoile primaire, créant une oscillation autour de leur centre de gravité commun. À partir de cette oscillation, une période orbitale 35,5 ans a été calculée, ainsi qu'une excentricité élevée mais approximative de 0,8. La composante secondaire est estimée ne faire que 80 % la masse du Soleil, et ce pourrait être une naine blanche ou une naine rouge.